# Nuestro planeta
Nuestro planeta —título original: Our planet— es una serie de documentales británica sobre naturaleza de 2019 hecha para Netflix. La serie será narrada por David Attenborough en la versión original y por Salma Hayek y Penélope Cruz en las versiones para Hispanoamérica y España respectivamente. Todos los episodios fueron estrenados el 5 de abril de 2019.

## Producción
En 2015, se anunció que el equipo detrás de la serie documental de la BBC Planeta Tierra produciría una serie documental de ocho capítulos para Netflix que se lanzaría en 2019. En noviembre de 2018, David Attenborough fue anunciado como el narrador en la versión original, con la fecha de lanzamiento también anunciada.

## Controversia
La serie ha sido acusada de "pornografía de eco-tragedia", con críticos que señalan una escena de morsas y le llaman "engañosa". Parte del problema es que Netflix empalmó imágenes de separados eventos de 2017 y los hizo ver como si fuese la misma escena. La productora Sophie Lanfear aclaró que "la secuencia incluye imágenes de dos playas separadas". Andrew Montford, escribiendo en The Spectator, dijo que "se plantea la posibilidad de que Netflix y la WWF sean, inocentemente o no, parte de un engaño al público ". Gizmodo dijo que los vínculos del programa con la WWF son "problemáticos". Los productores consideran que el segmento empalmado de morsas es "la historia más poderosa que encontraron durante los cuatro años de filmación"; algunos científicos le han llamado "fuera de contexto". Hubo acusaciones de que los robots volantes u otros equipos de filmación podrían haber asustado a las morsas.
La zoóloga Susan Crockford y uno de los primeros miembros de Greenpeace, Patrick Moore, afirman que la serie es "pornografía de tragedia ecológica" y dicen que la escena de la morsa es "engañosa" y "fuera de contexto". Crockford también hizo acusaciones de que las morsas pueden haber sido asustadas por drones u otros equipos de filmación.